# Ponte de Castilla-La Mancha
A Ponte de Castilla-La Mancha é uma ponte de tirantes construída entre 2007 e 2011 sobre o Rio Tejo, em Talavera de la Reina. Com os seus 192 metros de altura, é a ponte mais alta da Espanha, e a segunda mais alta da Europa.

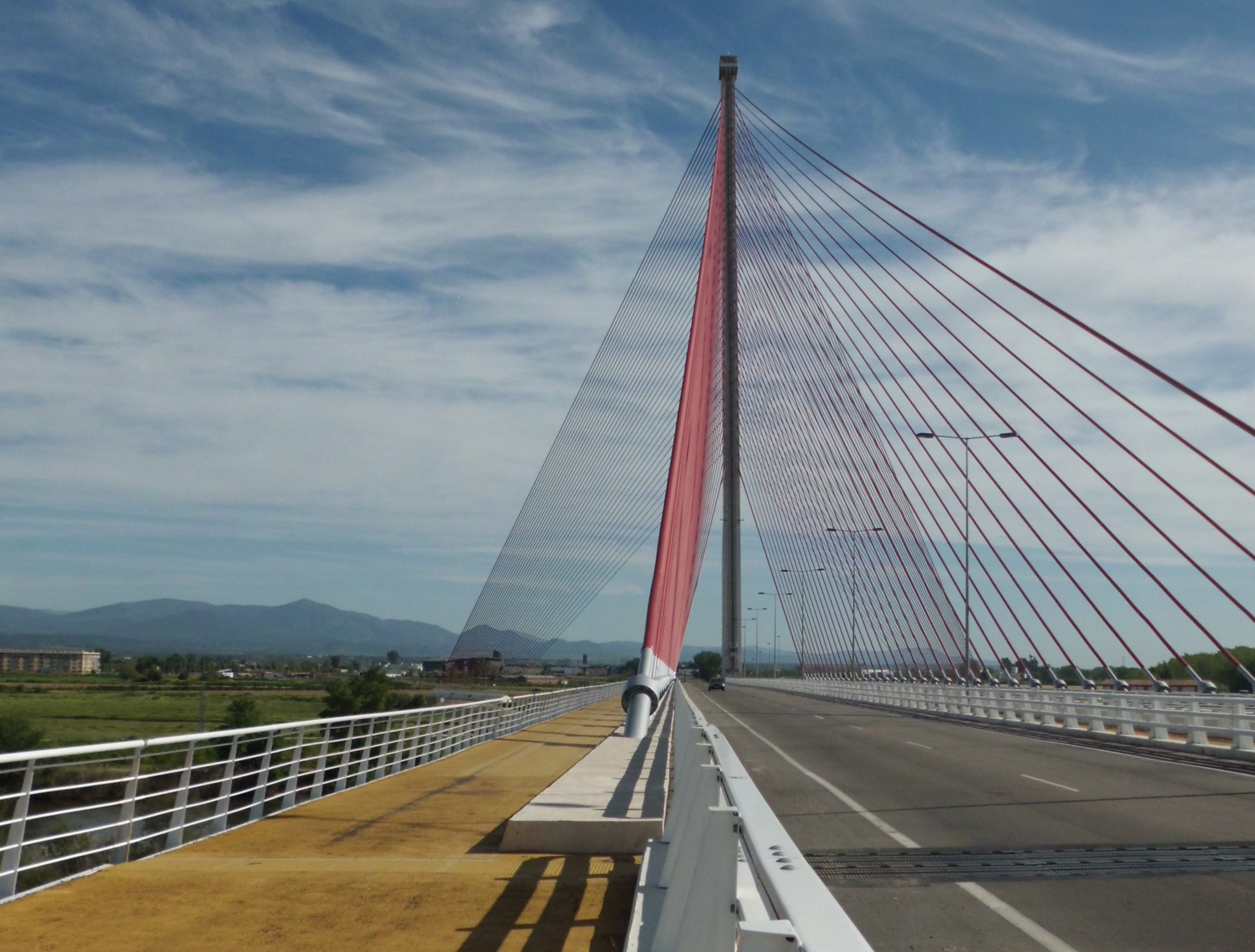
A ponte de Castilla-La Mancha em 2013.